# Gloucester City
Gloucester City é uma cidade localizada no estado americano de Nova Jérsei, no Condado de Camden.

## Demografia
Segundo o censo americano de 2000, a sua população era de 11.484 habitantes.
Em 2006, foi estimada uma população de 11.482, um decréscimo de 2 (0.0%).

## Geografia
De acordo com o United States Census Bureau tem uma área de
7,3 km², dos quais 5,7 km² cobertos por terra e 1,6 km² cobertos por água.

## Localidades na vizinhança
O diagrama seguinte representa as localidades num raio de 4 km ao redor de Gloucester City.